# Тригонометричний многочлен
Тригонометричний многочлен — функція дійсного аргументу, яка є скінченною тригонометричної сумою, тобто функція, представлена у вигляді:
{\displaystyle T(x)={\frac {a_{0}}{2}}+\sum _{k=1}^{n}(a_{k}\cos(kx)+b_{k}\sin(kx))},
де аргумент і коефіцієнти {\displaystyle x,a_{k},b_{k}\in \mathbb {R} }, а {\displaystyle k=1,2,\ldots ,n}.
У комплексній формі, згідно з формулою Ейлера, тригонометричний многочлен записується в такий спосіб:
{\displaystyle T(x)=\sum _{k=-n}^{k=n}c_{k}e^{ikx}},
де {\displaystyle c_{0}={\frac {a_{0}}{2}},c_{k}={\frac {(a_{k}-ib_{k})}{2}},c_{-k}={\frac {(a_{k}+ib_{k})}{2}}}.
Ця функція є аналітичною і {\displaystyle 2\pi } періодичною.
Також для {\displaystyle x\in \mathbb {R} ,\;a_{k},b_{k}\in \mathbb {C} } можна визначити комплексні тригонометричні многочлени:
{\displaystyle T(x)=a_{0}+\sum _{n=1}^{N}a_{n}\cos(nx)+\mathrm {i} \sum _{n=1}^{N}b_{n}\sin(nx)}
Тригонометричні многочлени є важливим засобом наближення функцій, використовуються для інтерполяції і розв'язування диференціальних рівнянь.
Згідно з теоремою Веєрштраса, для будь-якої неперервної на колі функції існує послідовність тригонометричних многочленів, яка до неї рівномірно збігається.
Тригонометричний многочлен є частковою сумою ряду Фур'є. Згідно теореми Феєра послідовність арифметичних середніх часткових сум ряду Фур'є рівномірно збігається до неперервної на колі функції. Це дає простий конструктивний метод побудови рівномірно збіжної послідовності тригонометричних многочленів.
Тригонометичний многочлен порядку N, який не рівний тотожно нулю, має щонайбільше 2N коренів у будь-якому інтервалі [a, a + 2π) дійсних чисел.